# Jai Winding
Jai "Jay" L. Winding is een Amerikaans toetsenist met name op synthesizergebied. Hij is tevens muziekproducent. Hij is een halfneef van Thomas Winding. Van zijn privéleven is anno 2011 niets tot nauwelijks iets bekend.
Winding is een sessiemuzikant en was eigenlijk nooit lid van een bepaalde muziekgroep. Hij deed zijn intrede in de muziek in de vroege jaren ‘70 met onder meer werk voor de Bee Gees. Winding maakte verder opnamen met onder andere Jackson Browne, Boz Scaggs, Bonnie Raitt, Dave Mason, Gary Wright, Mr. Big, Donna Summer en Stevie Nicks. Ook Madonna en Michael Jackson maakten gebruik van zijn diensten. Hij schreef ook muziek voor bij de televisieserie The Simpsons en speelde mee in Alvin and the Chipmunks.